# Eupaludestrina
Eupaludestrina is een geslacht van weekdieren uit de klasse van de Gastropoda (slakken).

## Soorten
- Eupaludestrina acilacustris (Schütt, 1991)
- Eupaludestrina bigugliana (Caziot, 1908)
- Eupaludestrina canariensis (Mousson, 1872)
- Eupaludestrina dalmatica Radoman, 1974
- Eupaludestrina foxianensis (De Stefani, 1883)
- Eupaludestrina macei (Paladilhe, 1867)
- Eupaludestrina musaensis (Frauenfeld, 1856)
- Eupaludestrina rausiana (Radoman, 1974)
- Eupaludestrina scamandri (Boeters, Monod & Vala, 1977)
- Eupaludestrina stagnorum (Gmelin, 1791) = Basters drijfslak